# Liste öffentlicher Kneipp-Anlagen im Saarland
In der Liste öffentlicher Kneipp-Anlagen in Saarland sind Kneipp-Anlagen im Saarland aufgeführt. Sie ist primär nach Orten sortiert, unabhängig davon, ob es sich um Ortsteile, Gemeinden oder Städte handelt. Kneipp-Anlagen können laut Kneipp-Bund in Form von Wassertretanlagen oder Armbecken vorliegen und unterliegen grundsätzlich nicht der Trinkwasserverordnung. Kneipp-Anlagen werden häufig künstlich angelegt. Daneben gibt es in den natürlichen Verlauf von Fließgewässern eingebettete Wassertretstellen. Kneippen ist eine Behandlungsmethode der Hydrotherapie, die auf der Grundlage von Sebastian Kneipp angewendet wird. Hierbei wird in kaltem Wasser auf der Stelle geschritten. In Armbecken werden die Arme bis zur Mitte der Oberarme ins kalte Wasser getaucht. Der Artikel ist Teil der übergeordneten Liste öffentlicher Kneipp-Anlagen in Deutschland. Die Liste erhebt keinen Anspruch auf Vollständigkeit.

## Liste
| Bild | Ort            | Kreis           | Beschreibung | ↴ Zufluss / ↳ Abfluss                 | Standort                             |
| --- | -------------- | --------------- | --- | ------------------------------------- | ------------------------------------ |
| (weitere Bilder) | Dillingen/Saar | Saarlouis       | |                                       | ⊙                                    |
| | Losheim        | Merzig-Wadern   | Kneipp-Anlage Losheim am                                                                                           |                                       | 49.52423833709026, 6.718158596728205 |
| Bild gesucht Die Wikipedia wünscht sich an dieser Stelle ein Bild vom hier behandelten Ort. Motiv: Kneipp-Anlage Nonnweiler Falls du dabei helfen möchtest, erklärt die Anleitung , wie das geht. BW | Nonnweiler     | St. Wendel      | | ↴↳Forstelbach                         | ⊙                                    |
| | Obersalbach    | Heusweiler      | Kneipp-Anlage im Wildpark                                                                                          |                                       | 49.35229597348507, 6.892252781616552 |
| | Oppen          | Merzig-Wadern   | Kneipp-Anlage Oppen                                                                                                |                                       | Koordinaten fehlen! Hilf mit.        |
| (weitere Bilder) | Thailen        | Merzig-Wadern   | Kneipp-Anlage Thailen                                                                                              | ↴↳ Holzbach                           | ⊙                                    |
| | Waldhölzbach   | Merzig-Wadern   | Kneipp-Anlage inmitten eines Waldgebietes                                                                          |                                       | Koordinaten fehlen! Hilf mit.        |
| | Walsheim       | Saarpfalz-Kreis | Oberhalb des sogenannten Brauereikellers wird die Quelle einer ehemaligen Brauerei für eine Kneipp-Anlage genutzt. | ↴ Quelle                              | Koordinaten fehlen! Hilf mit.        |
| (weitere Bilder) | Ommersheim     | Saarpfalz-Kreis | Kneipp-Anlage Ommersheimer Weiher mit Wassertretbecken und Arm-Kneippbecken                                        | ↴ Gangelbrunnen ↳ Ommersheimer Weiher | ⊙                                    |